# Instituto de Artes Visuais, Design e Marketing
Instituto de Artes Visuais, Design e Marketing, mais conhecido pelas suas siglas IADE, que na sua origem se chamava Instituto de Arte e Decoração, é uma instituição de ensino universitário, privado, com sede em Lisboa, fundada por António Quadros em 1969, e que hoje faz parte da Universidade Europeia como sua Faculdade de Design, Tecnologia e Comunicação.